# Klostermühle (Farschweiler)
Die Klostermühle (auch Gehrensmühle oder Karlsmühle) ist ein ehemaliger Mühlen- und Bäckereibetrieb auf der Gemarkung von Farschweiler im Landkreis Trier-Saarburg in Rheinland-Pfalz.
Sie liegt zwischen Herl und Lorscheid an der Landesstraße 149 sowie am
Zusammenfluss von Saarbach und Feller Bach.
Bachabwärts liegt auf der Gemarkung von Herl die Kaffeemühle, heute ein Ayurveda-Heilzentrum, und auf der Gemarkung von Lorscheid liegen Wochenendhäuser.
Nach Meyers Orts- und Verkehrslexikon hatte die Mühle 1912/1913 acht Einwohner.
In den 1960er Jahren diente das Anwesen als Kurhaus und Hotel-Restaurant und wurde ab 1990 eine Zeitlang als Übergangsheim für Übersiedler genutzt. Heute stehen die Gebäude leer.